# Eothenomys wardi
Eothenomys wardi es una especie de roedor de la familia Cricetidae.

## Distribución geográfica
Se encuentra en China, en concreto en la zona noroeste de Yunnan . A veces se considera una subespecie de  Eothenomys chinensis , pero la mayoría de los zoólogos consideran que es una especie separada por la cola notablemente más corta y las patas traseras.